# Chamaechaenactis
Chamaechaenactis là một chi thực vật có hoa trong họ Cúc (Asteraceae).

## Loài
Chi Chamaechaenactis gồm các loài: